# Saint-Jean-de-Duras

Saint-Jean-de-Duras este o comună în departamentul Lot-et-Garonne din sud-vestul Franței. În 2009 avea o populație de 243 de locuitori.

## Evoluția populației
| An        | 1975 | 1982 | 1990 | 1999 | 2006 | 2009 |
| --------- | ---- | ---- | ---- | ---- | ---- | ---- |
| Populație | 282  | 264  | 245  | 226  | 229  | 243  |